# Corcelles-les-Monts
Corcelles-les-Monts és un municipi francès, situat al departament de la Costa d'Or i a la regió de Borgonya - Franc Comtat. L'any 2007 tenia 683 habitants.

## Demografia

### Població
El 2007 la població de fet de Corcelles-les-Monts era de 683 persones. Hi havia 285 famílies, de les quals 58 eren unipersonals (29 homes vivint sols i 29 dones vivint soles), 132 parelles sense fills, 91 parelles amb fills i 4 famílies monoparentals amb fills.
La població ha evolucionat segons el següent gràfic:
Habitants censats

### Habitatges
El 2007 hi havia 307 habitatges, 290 eren l'habitatge principal de la família, 7 eren segones residències i 10 estaven desocupats. 298 eren cases i 8 eren apartaments. Dels 290 habitatges principals, 260 estaven ocupats pels seus propietaris, 25 estaven llogats i ocupats pels llogaters i 5 estaven cedits a títol gratuït; 1 tenia una cambra, 8 en tenien dues, 22 en tenien tres, 54 en tenien quatre i 205 en tenien cinc o més. 237 habitatges disposaven pel capbaix d'una plaça de pàrquing. A 88 habitatges hi havia un automòbil i a 189 n'hi havia dos o més.

### Piràmide de població
La piràmide de població per edats i sexe el 2009 era:
| Homes | Edats   | Dones |
| ----- | ------- | ----- |
| 0     | 95 o +  | 0     |
| 0     | 90 a 94 | 4     |
| 12    | 85 a 89 | 0     |
| 0     | 80 a 84 | 0     |
| 0     | 75 a 79 | 8     |
| 8     | 70 a 74 | 16    |
| 16    | 65 a 69 | 12    |
| 32    | 60 a 64 | 32    |
| 40    | 55 a 59 | 36    |
| 64    | 50 a 54 | 60    |
| 36    | 45 a 49 | 40    |
| 16    | 40 a 44 | 16    |
| 16    | 35 a 39 | 20    |
| 20    | 30 a 34 | 12    |
| 24    | 25 a 29 | 4     |
| 12    | 20 a 24 | 20    |
| 32    | 15 a 19 | 40    |
| 28    | 10 a 14 | 16    |
| 12    | 5 a 9   | 12    |
| 4     | 0 a 4   | 4     |

## Economia
El 2007 la població en edat de treballar era de 462 persones, 309 eren actives i 153 eren inactives. De les 309 persones actives 289 estaven ocupades (156 homes i 133 dones) i 20 estaven aturades (10 homes i 10 dones). De les 153 persones inactives 91 estaven jubilades, 34 estaven estudiant i 28 estaven classificades com a «altres inactius».

### Ingressos
El 2009 a Corcelles-les-Monts hi havia 278 unitats fiscals que integraven 683 persones, la mediana anual d'ingressos fiscals per persona era de 27.062 €.

### Activitats econòmiques
Dels 25 establiments que hi havia el 2007, 1 era d'una empresa extractiva, 5 d'empreses de construcció, 4 d'empreses de comerç i reparació d'automòbils, 1 d'una empresa de transport, 1 d'una empresa d'hostatgeria i restauració, 5 d'empreses financeres, 3 d'empreses immobiliàries, 4 d'empreses de serveis i 1 d'una entitat de l'administració pública.
Dels 5 establiments de servei als particulars que hi havia el 2009, 1 era un paleta, 1 guixaire pintor, 1 lampisteria i 2 agències immobiliàries.
L'any 2000 a Corcelles-les-Monts hi havia 6 explotacions agrícoles que ocupaven un total de 327 hectàrees.

## Poblacions més properes
El següent diagrama mostra les poblacions més properes.